# جيوفاني كولونا
جيوفاني كولونا (بالإيطالية: Giovanni Colonna)‏ هو عالم آثار إيطالي، ولد في 1934 في روما في إيطاليا.